# Comuna Verbî, Nîjni Sirohozî
Verbî (în ucraineană Верби) este o comună în raionul Nîjni Sirohozî, regiunea Herson, Ucraina, formată din satele Cehovka și Verbî (reședința).

## Demografie
Componența lingvistică a comunei Verbî
     Ucraineană (89,43%)
     Rusă (10,05%)
     Alte limbi (0,53%)
Conform recensământului din 2001, majoritatea populației comunei Verbî era vorbitoare de ucraineană (89,43%), existând în minoritate și vorbitori de rusă (10,05%).